# Grippidia
De Grippidia zijn een groep uitgestorven zeedieren, behorend tot de Ichthyopterygia, die leefden tijdens het Trias.
In 1933 benoemde Carl Wiman een Grippidia als zustergroep van de Ichthyosauria. De naam verwijst naar het geslacht Grippia.
In 1999 definieerde Ryosuke Motani een klade Grippidia als de groep bestaande uit Grippia en alle Eoichthyosauria die nauwer verwant zijn aan Grippia dan aan Ichthyosaurus.
Motani stelde twee onderscheidende kenmerken vast voor de groep. De achterste tandkronen zijn afgerond. Per zijde staan in het bovenkaaksbeen staan meerdere tandrijen.
Behalve Grippia zelf is een mogelijke grippidiër Chaohusaurus. Beide vormen zijn slechts bekend uit het vroege Trias en zijn respectievelijk middelgrote en kleine dieren.